# 14588 Pharrams
14588 Pharrams eller 1998 RH73 är en asteroid i huvudbältet som upptäcktes den 14 september 1998 av LINEAR i Socorro County, New Mexico. Den är uppkallad efter Stacey Pharrams.
Asteroiden har en diameter på ungefär 3 kilometer och den tillhör asteroidgruppen Vesta.